# Charles Rice (Tontechniker)
Charles J. Rice (geb. vor 1959) ist ein Tontechniker.

## Leben
Rice arbeitete von 1959 bis 1969 als Tontechniker in Hollywood und war in dieser Zeit an 76 Filmen beteiligt. 1961 war er für Pepe – Was kann die Welt schon kosten erstmals für den Oscar in der Kategorie Bester Ton nominiert, 1964 folgte eine zweite Oscar-Nominierung für Bye Bye Birdie. Rice ging jedoch bei beiden Verleihungen leer aus. Nach 1969 gab es kein dokumentiertes Wirken im Filmgeschäft mehr.

## Filmografie (Auswahl)
- 1960: Pepe – Was kann die Welt schon kosten (Pepe)
- 1961: Der Teufel kommt um vier (The Devil at 4 O’Clock)
- 1961: Zwei ritten zusammen (Two Rode Together)
- 1962: König von Hawaii (Diamond Head)
- 1963: Bye Bye Birdie
- 1965: Cat Ballou – Hängen sollst du in Wyoming ( Cat Ballou)
- 1965: Sierra Charriba (Major Dundee)
- 1966: Leise flüstern die Pistolen (The Silencers)
- 1967: Ein Froschmann an der Angel (The Big Mouth)
- 1967: Rat mal, wer zum Essen kommt (Guess Who’s Coming to Dinner)
- 1967: Kaltblütig (In Cold Blood)
- 1968: Rollkommando (The Wrecking Crew)
- 1968: Funny Girl

## Auszeichnungen
- 1961: Oscar-Nominierung in der Kategorie Bester Ton für Pepe – Was kann die Welt schon kosten
- 1964: Oscar-Nominierung in der Kategorie Bester Ton für Bye Bye Birdie